# Thorsten Larsson
Thorsten Larsson, född 16 september 1913 i Knästorps församling, död 6 april 1996 i Staffanstorps församling, var en svensk lantbrukare och politiker (centerpartist).
Larsson var verksam som lantbrukare i Särslöv. Han var ledamot av riksdagens första kammare 1959-1970, invald i Malmöhus läns valkrets. Han var sedan ledamot av enkammarriksdagen 1971-1982.